# Număr alef

Alef-zero, cel mai mic număr cardinal al unei mulțimi infinite

În teoria mulțimilor, o ramură a matematicii, numerele alef reprezintă o secvență de numere utilizate pentru a exprima cardinalitatea — adică numărul de elemente — a anumitor mulțimi infinite. Aceste numere sunt denumite după simbolul folosit pentru notarea lor, anume prima literă a alfabetului ebraic: alef ({\displaystyle \aleph }).
Cardinalul mulțimii numerelor naturale este {\displaystyle \aleph _{0}} (citit alef-zero), iar apoi urmând al doilea cardinal cel mai mare, alef-unu {\displaystyle \aleph _{1}}, apoi {\displaystyle \aleph _{2}} și așa mai departe. Continuând în acest mod, este posibil să se definească un număr cardinal {\displaystyle \aleph _{\alpha }} pentru fiecare număr ordinal α.
Conceptul a fost introdus de matematicianul german Georg Cantor, care a definit noțiunea de cardinalitate și a observat faptul că mulțimile infinite au cardinali diferiți.